# Станчов хан
Ста̀нчов хан е село в Северна България. То се намира в община Трявна, област Габрово.

## География
Село Станчов хан се намира на около 21 km изток-югоизточно от областния център град Габрово, 8 km югоизточно от общинския център град Трявна и 6 km източно от град Плачковци. Разположено е в северозападните разклонения на Тревненска планина, в долината на течащата през него на северозапад река Белица, наричана в горното ѝ течение Станчовханска река. В селото се събират и две приточни долини към Белица, северната от които е суходолие. Надморската височина в центъра на селото при църквата е около 472 m. Климатът е умереноконтинентален.
Общински път води от Станчов хан на северозапад през селата Бахреци и Престой към град Трявна, а на югоизток през разклони – към селата Велчовци, Гайдари, Власатили, Свирци, Ралевци, Иринеци – някои от които достъпни и по горски път, както и обезлюдени.
Землището на село Станчов хан граничи със землищата на: село Престой на северозапад; село Белица на североизток; село Райковци на изток; селата Пчелиново и Лява река на югоизток; село Борущица на юг; село Селце на югозапад; село Радевци на запад.
Етническият състав на населението на село Станчов хан по численост и дял на етническите групи според преброяването през 2011 г. е:
| Етнически групи     | Численост | Дял (в %) |
| Общо                | 28        | 100       |
| Българи             | 23        | 82,14     |
| Турци               | 0         | 0         |
| Цигани              | 5         | 17,86     |
| Други               | 0         | 0         |
| Не се самоопределят | 0         | 0         |
| Не отговорили       | 0         | 0         |

Към 15 юни 2025 г. в село Станчов хан има регистрирани: 7 души по постоянен адрес; 10 души по настоящ адрес; 4 души по постоянен и настоящ адрес в същото населено място.
Числеността на населението на село Станчов хан по данните от преброяванията от 1934 г. насам се променя както следва:
| \| Година на преброяване \| Численост \| \| --------------------- \| --------- \| \| 1934 \| 204 \| \| 1946 \| 200 \| \| 1956 \| 240 \| \| 1965 \| 151 \| \| 1975 \| 122 \| \| 1985 \| 97 \| \| 1992 \| 64 \| \| 2001 \| 47 \| \| 2011 \| 28 \| \| 2021 \| 20 \| |           |
| Година на преброяване | Численост |
| 1934 | 204       |
| 1946 | 200       |
| 1956 | 240       |
| 1965 | 151       |
| 1975 | 122       |
| 1985 | 97        |
| 1992 | 64        |
| 2001 | 47        |
| 2011 | 28        |
| 2021 | 20        |

## История
След Руско-турската война, по Берлинския договор 1878 г. село Станчов хан – дотогава в Османската империя, попада в Княжество България.
В съответствие с данни на Държавния архив, селото е възникнало, вероятно, около средата на XIX век, след като Станчо Минчев от близкото село Свирци построява ханче за отмора и храна на пътниците, които ходят за южна България през Бели-бук и обратно, а около ханчето постепенно се заселват и други хора и се образува селище, прераснало в населено място (колиби), което получава името на своя основател – Станчов хан. В документите от преброяванията през 1881 г. и 1893 г. Станчов хан фигурира като колиби – към 1893 г. с 22 сгради и 126 жители.
Църквата в Станчов хан е построена преди Освобождението. Строежът е завършен през 1867 г. Главни предстоятели са били: Пейко Тодоров, Цоню Джуров, Димитър Ц. Пърчев и Колю Ив. Масурев. Храмът е осветен от Доростоло-Червенския митрополит Григорий (няма сведение кога е станало освещаването).
Училище в Станчов хан е открито около 1867 г. Първата му летописна книга е от учебната 1898 – 1899 г. От началото на 1939 г. се ползва нова училищна сграда, към която през 1949 г. е завършена и започва да се ползва пристройка. Училището събира ученици и от околните населени места. От 1973 г. нататък броят на учениците постоянно намалява. След 1990 г. се правят опити за превръщане му в климатично училище. Народно основно училище „Свети Климент Охридски“ в село Станчов хан е закрито през 1994 г.
Читалище „Белновръх“ в село Станчов хан е учредено през март 1921 г.

## Забележителности
Село Станчов хан се намира в обхвата на:
- Природен парк „Българка;“[13]
- Защитена местност „Студеният кладенец“.[14]